# Leopoldo Girelli
Pour les articles homonymes, voir Girelli (homonymie).
Leopoldo Girelli, né le 13 mars 1953 à Predore, est un prélat italien, actuel nonce apostolique en Inde (en) et au Népal (en). Outre l'italien et le latin, il parle le français et l'anglais.

## Biographie
Leopoldo Girelli est ordonné prêtre pour le diocèse de Bergame, le 17 juin 1978. Il est ensuite nommé vicaire à Casnigo (1978-1981), puis à Desenzano di Albino (1981-1984). Ensuite, il est envoyé étudier à l'Académie pontificale ecclésiastique qui forme les diplomates du Saint-Siège (1984-1987). Il est nommé secrétaire de la nonciature apostolique du Cameroun (1987-1991), puis de celle de Nouvelle-Zélande (en) (1991-1993). Ensuite, il est nommé conseiller à la section des affaires générales de la Secrétairerie d'État au Vatican (1993-2001), puis à la nonciature des États-Unis (2001-2006).
Le 13 avril 2006, Leopoldo Girelli est nommé archevêque titulaire (in partibus) de Capri (de) et nonce apostolique en Indonésie (en); il reçoit la consécration épiscopale le 17 juin suivant dans la chapelle du séminaire de Bergame des mains du cardinal Sodano, alors Secrétaire d'État, avec comme co-consécrateurs Robert Sarah et Roberto Amadei (it). Le 10 octobre 2006, il est nommé en plus nonce apostolique au Timor oriental (en): il doit accompagner la croissance de l'Église dans ce pays pauvre demeuré fortement catholique malgré les épreuves,  et où l'Église a joué un rôle majeur dans le processus d'indépendance obtenue en 2002. Au cours de sa nonciature, le pays connaît deux coups d'État, en 2006 et en 2008.
Le 13 janvier 2011, il est nommé nonce apostolique à Singapour (en), et délégué apostolique en Malaisie (en) et au Brunei (en) (charge qui prend fin le 16 janvier 2013). il est également représentant du Saint-Siège non résident pour le Viêt Nam (en) et, le 18 juin 2011, il est en plus  nonce apostolique auprès de l'ASEAN. Sa nomination au Viêt Nam est particulièrement délicate ; en effet avec l'institution d'une représentation non permanente dans ce pays, qui comprend une forte minorité de catholiques (un peu moins de huit millions sur 93 millions d'habitants), un pas décisif est franchi dans la normalisation des rapports entre le Viêt Nam communiste et le Saint-Siège, ainsi que dans les prémices de la liberté religieuse au Viêt Nam.
Le 13 septembre 2017, Mgr Girelli est nommé par le pape François nonce apostolique en Israël (en) et délégué apostolique à Jérusalem et en Palestine. Deux jours après, il est également nommé nonce apostolique pour Chypre (en).
Le 13 mars 2021, il est nommé par le pape François nonce apostolique en Inde (en) puis au Népal (en) le 13 septembre 2021.

## Succession apostolique
La succession apostolique est :
- Évêque Ludovikus Simanullang, O.F.M.Cap. (2007)
- Évêque Norberto do Amaral (2010)
- Cardinal William Goh Seng Chye (2013)